# Пен Лі Мін
Пен Лі Мін (нар. 15 січня 1997, Миколаїв, Україна) — український шахіст, майстер спорту України (2015), міжнародний гросмейстер (2022).
Рейтинг міжнароджної шахової організації ФІДЕ станом на лютий 2023 року — 2540 (426-й у світі, 24-й в Україні).

## Життєпис
Шахами почав займатись у дитинстві. Вже у дев’ятирічному віці демонстрував непогані результати на турнірах.
Тренувався під керівництвом Юрія Цициліна та Лариси Мучник.
Після закінчення школи навчався у Миколаївському університеті кораблебудування імені адмірала Макарова.
Участник чемпіонату світу та Європи серед юніорів з классичних шахів. Участник чемпіонату світу з блискавичних та швидких шахів 2021 року у Польщі.

### Досягнення
2011 — чемпіон Украіни до 14 років (блискавичні та швидкі шахи).
2013 — срібний призер чемпіонату України до 16 років (класичні шахи). 
2015 — чемпіон України до 18 років (класичні шахи); бронзовий призер чемпіонату України до 20 років (класичні шахи).
2017 — срібний призер чемпіонату України до 20 років (класичні шахи). 
2020 — віце-чемпіон світу серед студентів.
2020 — чемпіон 77-го відкритого чемпіонату Миколаївської області.